# آردن آن اسورن (مریلند)
آردن آن اسورن (به انگلیسی: Arden on the Severn) شهری در ایالت مریلند کشور ایالات متحده آمریکا است که جمعیت آن در سرشماری سال ۲۰۱۰ میلادی، ۱٬۹۵۳ نفر بوده‌است.